# Fritsla socken
Fritsla socken i Västergötland ingick i Marks härad, ingår sedan 1971 i Marks kommun och motsvarar från 2016 Fritsla distrikt.
Socknens areal är 35,87 kvadratkilometer varav 35,21 land. År 2000 fanns här 856 invånare.  Tätorten Fritsla med sockenkyrkan Fritsla kyrka ligger i socknen.   

## Administrativ historik
Fritsla nämns första gången i skrift 1401. Några större gårdar samt byarna Fritsla, Aratorp, Hjälltorp och Ramslätt bildade vid denna tid en större enhet - Fritsla socken.
Vid kommunreformen 1862 övergick socknens ansvar för de kyrkliga frågorna till Fritsla församling och för de borgerliga frågorna bildades Fritsla landskommun. Skephults landskommun införlivades i landskommunen 1952, och denna sammanslagna kommun uppgick 1971 i Marks kommun. Församlingen uppgick 2010 i Fritsla-Skephults församling som 2024 uppgick i Kinna-Fritsla församling.
1 januari 2016 inrättades distriktet Fritsla, med samma omfattning som församlingen hade 1999/2000.  
Socknen har tillhört län, fögderier, tingslag och domsagor enligt vad som beskrivs i artikeln Marks härad. De indelta soldaterna tillhörde Älvsborgs regemente, Vedens kompani.

## Geografi
Fritsla socken ligger sydväst om Borås kring Häggån. Socknen har odlingsbygd i ådalen som är omgiven av skogsbygd.

## Fornlämningar
Boplatser från stenåldern är funna. Från bronsåldern finns stensättningar. från järnåldern finns gravar.

## Namnet
Namnet skrevs 1406 Friislä och kommer från kyrkbyn som ligger vid ett vattendrag från Frisjön förr kallad Friske. Ånamnet har varit Friskel, Friskla eller Friska som med en möjlig betydelse 'den friska, kyliga' ingår i sockennamnet förled som då har efterleden lo, 'glänta , äng'.